# Lom Édéa
Pour les articles homonymes, voir Lom.
Lom Édéa est un village de la région du Littoral, au Cameroun. 

## Géographie
Lom Édéa est situé dans la commune d'Édéa Ier, à 8 km d'Edéa, sur la route qui relie Edéa à Dibongo, sur la rive gauche du fleuve Sanaga.

## Population et développement
En 1967, la population de Lom Édéa était de 269 habitants. La population de Lom Édéa était de 440 habitants dont 220 hommes et 220 femmes, lors du recensement de 2005. Elle est essentiellement composée de Bakoko. 